# Yevgueni Popov (piloto de bobsleigh)
Yevgueni Serguéyevich Popov (en ruso: Евгений Сергеевич Попов; Krasnoyarsk, URSS, 25 de abril de 1976) es un deportista ruso que compitió en bobsleigh en la modalidad cuádruple.
Ganó una medalla de plata en el Campeonato Europeo de Bobsleigh de 2007. Participó en cuatro Juegos Olímpicos de Invierno, entre los años 1998 y 2010, ocupando el octavo lugar en Salt Lake City 2002 y el octavo en Vancouver 2010, en la prueba cuádruple.

## Palmarés internacional
| Campeonato Europeo | Campeonato Europeo         | Campeonato Europeo | Campeonato Europeo |
| Año                | Lugar                      | Medalla            | Prueba             |
| ------------------ | -------------------------- | ------------------ | ------------------ |
| 2007               | Cortina d'Ampezzo (Italia) | Medalla de plata   | Cuádruple          |